# 桜 (ZABADAKのアルバム)
『桜』（さくら）はZABADAKの8thアルバム。1993年1月25日にMOON RECORDS（イーストウエスト・ジャパン、現ワーナーミュージック・ジャパン）レーベルから発売された。

## 概要
- 前作から1年3か月ぶりのアルバムは、上野洋子がZABADAKに在籍していた頃の最後のオリジナルアルバムで、上野が脱退を吉良に告げた際に、最後にもう1枚作ろうと企画された。そのために両者は絶対に妥協をせず、それ故に意見の衝突も多かったという。
- 「椎葉の春節」は宮崎県椎葉村に伝わる民謡をアレンジした楽曲で、同時発売のシングルとしてもリリースされた。なおカップリングの「星狩り」「光の人」は未収録である。
- 「マーブルスカイ」「休まない翼」「百年の満月」は吉良がリードボーカルをとり、それ以外は上野がリードボーカルをとっている。なお「Psi-trailing」「Tin Waltz」は吉良がリードボーカルをとり新録音で収録した音源が2007年リリースされた企画アルバム『宇宙のラジヲ』に収録されている。
- タイトル曲の「桜」は9分に渡るインスト曲である。
- オリコンチャートでは最高位36位、売上1万8000枚（1998年11月30日付）[1]。

## 曲目
| #         | タイトル               | 作詞        | 作曲        | 時間  |
| --------- | ---------------------- | ----------- | ----------- | ----- |
| 1.        | 「五つの橋」           | 工藤順子    | 上野洋子    | 4:57  |
| 2.        | 「アジアの花」         | 新居昭乃    | 上野洋子    | 4:09  |
| 3.        | 「マーブルスカイ」     | 小峰公子    | 吉良知彦    | 5:13  |
| 4.        | 「Psi-trailing」       | 新居昭乃    | 吉良知彦    | 4:26  |
| 5.        | 「休まない翼」         | 小峰公子    | 吉良知彦    | 5:17  |
| 6.        | 「椎葉の春節」         | traditional | traditional | 4:49  |
| 7.        | 「桜（Instrumental）」 |             | 吉良知彦    | 9:02  |
| 8.        | 「百年の満月」         | 小峰公子    | 吉良知彦    | 6:00  |
| 9.        | 「歩きたくなる径」     | 上野洋子    | 上野洋子    | 5:12  |
| 10.       | 「Tin Waltz」          | 小峰公子    | 吉良知彦    | 4:37  |
| 合計時間: | 合計時間:              | 合計時間:   | 合計時間:   | 53:42 |